# سیارک ۴۸۳۴
سیارک ۴۸۳۴ (به انگلیسی: 4834 Thoas، نامگذاری:1989AM2) چهار هزار و هشتصد و سی و چهارمین سیارک کشف شده‌است که در ۱۱ ژانویه ۱۹۸۹ کشف شد.
قدر مطلق سیارک برابر ۹٫۲۰ است.